# 천국은 기다려준다
《천국은 기다려준다》(El diablo dijo no, Heaven Can Wait)는 미국에서 제작된 에른스트 루비치 감독의 1943년 코미디, 판타지, 드라마 영화이다. 진 티어니 등이 주연으로 출연하였고 에른스트 루비치 등이 제작에 참여하였다. Leslie Bush-Fekete의 희곡 생일(Birthday)을 각색한 작품이다.

## 출연

### 주연
- 진 티어니
- 돈 아메체

### 조연
- 찰스 코번
- 마조리 메인
- 레어드 크레거
- 스프링 바잉톤
- 알린 조슬린
- 유진 팔렛
- 시그네 하소
- 루이스 칼헌
- 헬렌 레이놀즈
- 오브리 마더
- 토브 앤드류즈

## 제작진
- 의상 : 린 허버트